# Халкиопа
Халкиопа в древногръцката митология е:
- дъщеря на царя на Колхида Еет. Сестра е на Медея. Става съпруга на Фрикс, сина на Нефела. Имали 4 деца -Арг, Мелан, Фронтис и Китисор (Аполодор Ι, 9, 1)
- Халкиопа -дъщеря на Рексенор (Аполодор III, 15, 6). Тя е втората съпруга на Егей.
- Дъщеря на Еврипил (Аполодор II, 7, 8)